# Neorumia gracilis
Neorumia gracilis là một loài bướm đêm trong họ Geometridae.